# Le Salon de musique
Pour plus de détails, voir Fiche technique et Distribution.
Le Salon de musique (Jalsaghar) est un film indien réalisé par Satyajit Ray, sorti en 1958.

## Synopsis
Inspiré du roman éponyme de Tarasankar Bandyopadhyay (en), le film est une étude détaillée et dramatique des derniers jours de Biswambhar Roy, de la caste des zamindar, noble propriétaire terrien et mécène du Bengale sur le déclin : sacrifiant sa fortune et sa famille à sa passion pour les arts en donnant de splendides réceptions de musique et de danse dans son salon de musique, Biswambhar Roy n'a que mépris pour Mahim Ganguli, un voisin parvenu aux attitudes grossières, usurier dont la richesse s'affirme aux fil des ans à ses dépens.

## Fiche technique et artistique
- Titre : Le Salon de musique
- Titre original en bengali : Jalsaghar (জলসাঘর)
- Réalisateur : Satyajit Ray
- Scénario : Satyajit Ray d'après le roman de Tarashankar Bandopadhyay
- Musique : Vilayat Khan
- Photographie : Subrata Mitra
- Montage : Dulal Dutta
- Production : Satyajit Ray
- Langue : bengali
- Pays d'origine : Inde
- Date de sortie : 1958 (Inde), 1981 (France)
- Format : noir et blanc - 1,37:1 - 35 mm
- Genre : film dramatique, film musical
- Durée : 100 minutes

## Distribution
- Chhabi Biswas : Huzur Biswambhar Roy
- Padma Devi : Mahamaya, la femme de Roy
- Pinaki Sengupta : Khoka, le fils de Roy
- Gangapada Basu : Mahim Ganguly
- Tulsi Lahiri : l’intendant
- Waheed Khan : Ustad Ujir Khan, chanteur
- Roshan Kumari : Krishna Bai, danseuse
- Begum Akhtar : Durga Bai, chanteuse

## Lieux de tournage
Le palais où habite Huzur Biswambhar Roy, est le Nimtita Rajbari qui se trouve à Nimtita, dans le District de Murshidabad au Bengale-Occidental. Bien que le palais disposât d'un salon de musique, Satyajit Ray le trouvait trop petit pour servir à la mise en place des somptueuses soirées qu'il avait prévues. Il a donc créé en studio un salon de musique plus adéquat. Le palais appartenait à cette époque à Ganendra Narayan Choudhury, qui disposait aussi d'un titre anglais.

## La musique
Ce film se distingue par des séquences de musique hindoustanie classique, vocale et instrumentale, ainsi que par des scènes de danse classique. La bande originale est de Vilayat Khan.
De nombreux artistes apparaissent au cours du film : Begum Akhtar (premier chanteur, parfois annoncé comme Akhtari Bai), Roshan Kumari (danseuse de kathak), Ustad Bismillah Khan et son groupe, Waheed Khan (joueur de surbahar), et Salamat Ali Khan (second chanteur, joueur de khyal, parfois annoncé comme Salamat Khan).

## Accueil de la critique
Il est analysé dans le second volume de Roger Ebert, Great Movies, comme un film décisif du cinéma mondial.

## Box-office
Sorti sur les écrans français en 1981, le film est un succès, réalisant 173 758 entrées, le meilleur résultat pour un film indien avant Salaam Bombay! en 1988.